# Amiral Nakhimov (film)
Pour les articles homonymes, voir Amiral Nakhimov.
Pour plus de détails, voir Fiche technique et Distribution.
Amiral Nakhimov (Адмирал Нахимов) est un film soviétique réalisé par Vsevolod Poudovkine, sorti en 1946,.

## Synopsis
Durant la Guerre de Crimée en 1853, l’amiral Pavel Nakhimov doit mener un combat naval décisif avec la flotte turque.

## Fiche technique
- Photographie : Anatoli Golovnia, Tamara Lobova
- Musique : * Nikolaï Krioukov
- Décors : Arnold Weïsfeld, Vladimir Egorov, Mikhail Youferov
- Production : Mosfilm

## Distribution
- Alexeï Diki : amiral Pavel Nakhimov
- Evgueni Samoïlov : lieutenant Bouronov
- Vladimir Vladislavski : capitaine Lavrov
- Vsevolod Poudovkine : prince Menchikov
- Nikolaï Tchaplyguine : Vladimir Kornilov
- Vassili Kovriguine : Piotr Baranovski
- Piotr Sobolevski : Feofan Ostreno
- Rouben Simonov : Osman Pacha